# Jack Ralite

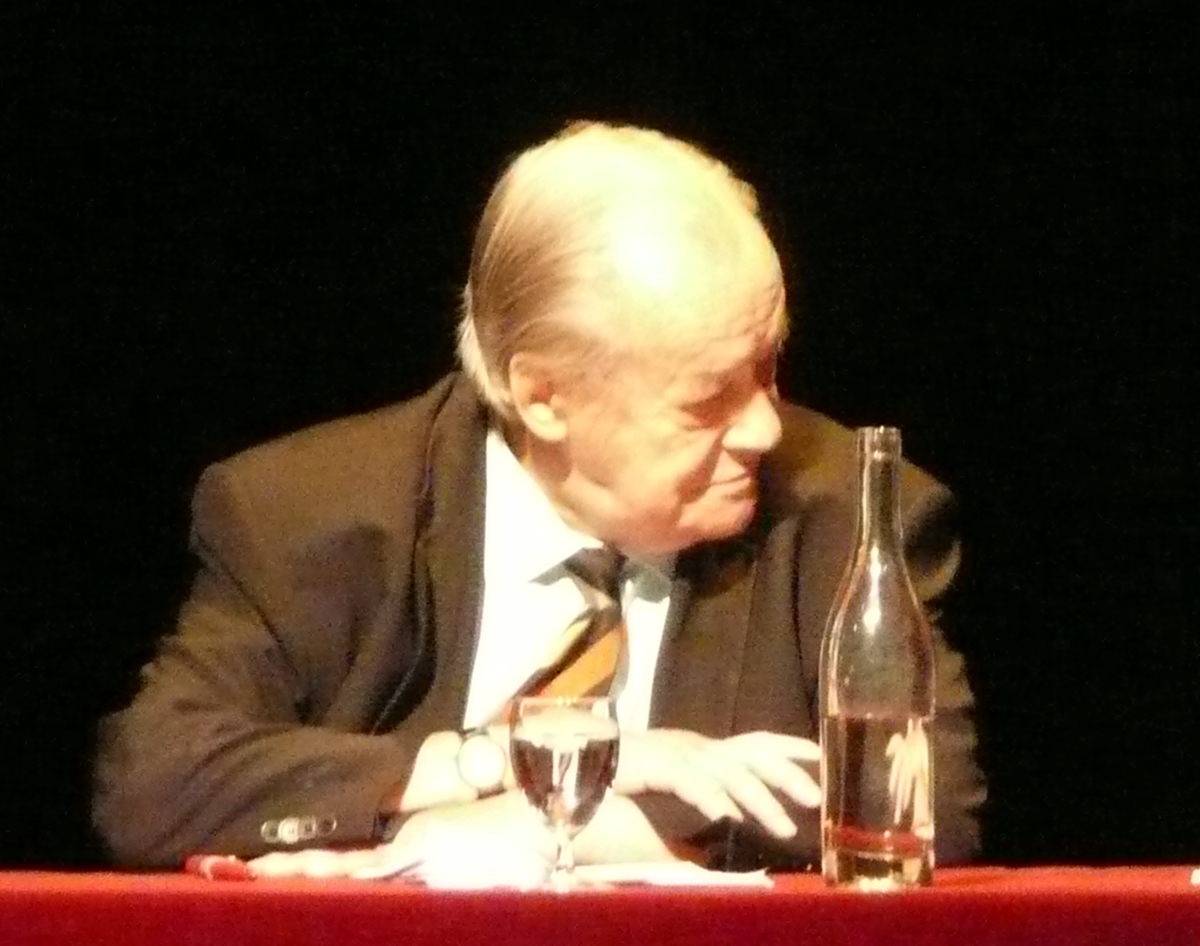
Jack Ralite bei einer Veranstaltung in Aubervilliers am 6. Juni 2011

Jack Ralite (* 24. Mai 1928 in Châlons-sur-Marne, Département Marne; † 12. November 2017 in Aubervilliers) war ein französischer Politiker der Parti communiste français (PCF), der unter anderem zwischen 1973 und 1981 Mitglied der Nationalversammlung, von 1981 bis 1983 Gesundheitsminister sowie zwischen 1995 und 2011 Mitglied des Senats war.

## Leben

### Journalist, Abgeordneter und Minister
Ralite war als Journalist bei der Tageszeitung L’Humanité tätig, dem Zentralorgan der PCF. Seine politische Laufbahn begann er in der Kommunalpolitik und war zwischen 1959 und 1984 Vize-Bürgermeister von Aubervilliers, einem Vorort im Norden von Paris.
Am 4. März 1973 wurde Ralite als Kandidat der Parti communiste français (PCF) erstmals Mitglied der Nationalversammlung und vertrat in dieser als Nachfolger von Waldeck Rochet bis zum 23. Juli 1981 die Interessen des Département Seine-Saint-Denis. Am 23. Juni 1981 wurde er von Premierminister Pierre Mauroy als Nachfolger von Edmond Hervé zum Gesundheitsminister (Ministre de la Santé) in das zweite Kabinett Mauroy berufen und bekleidete dieses Ministeramt bis zum 22. März 1983. Er gehörte damit neben Charles Fiterman als Verkehrsminister, Anicet Le Pors als Minister für Öffentlichen Dienst und Marcel Rigout als Bildungsminister zu den vier Ministern der PCF, die nach dem Wahlsieg der Linken unter François Mitterrand an der zweiten Regierung von Pierre Mauroy beteiligt waren. Anschließend fungierte er im dritten Kabinett Mauroy vom 24. März 1983 bis zum 17. Juli 1984 als Beigeordneter Minister für Beschäftigung (Ministre délégué chargé de l’Emploi) beim Minister für soziale Angelegenheiten und nationale Solidarität Pierre Bérégovoy. Im Juli 1984 beschloss die PCF die Regierung zu verlassen, um gegen die Austeritätspolitik der von der Parti socialiste (PS) gestellten Regierung zu protestieren.

### Bürgermeister und Senator
Als Nachfolger seines Parteifreundes André Karman wurde Ralite 1984 Bürgermeister von Aubervilliers und bekleidete dieses Amt fast zwanzig Jahre lang bis zu seiner Ablösung durch seinen Parteifreund Pascal Beaudet im März 2003. Zugleich war er zwischen 1986 und 1992 Mitglied des Regionalrates der Île-de-France.
Bei den Wahlen vom 24. September 1995 wurde Ralite als Kandidat der PCF zum Mitglied des Senats gewählt und gehörte diesem nach seiner Wiederwahl am 26. September 2004 bis zum 30. September 2011 an. Auch dort vertrat er das Département Seine-Saint-Denis und schloss sich der Fraktion Groupe Communiste, Républicain, Citoyen et des Sénateurs du Parti de Gauche an. Während seiner langjährigen Senatszugehörigkeit war er von Oktober 1995 bis 2010 Mitglied des Senatsausschusses für kulturelle Angelegenheiten (Commission des affaires culturelles) und zuletzt zwischen 2010 und September 2011 Mitglied des daraus hervorgegangenen erweiterten Senatsausschusses für Kultur, Bildung und Kommunikation (Commission de la culture, de l’éducation et de la communication).
Neben seiner Senatsmitgliedschaft engagierte sich Ralite unter anderem von 1999 bis 2006 als Mitglied des Verwaltungsrates der Cité de la musique, seit 2002 als Verwaltungsratsmitglied des Ensemble intercontemporain sowie bei zahlreichen weiteren kulturellen Institutionen.

## Veröffentlichungen
- Retour de France. Reportages de Claudine Ducol, Editions Sociales, Paris 1982, ISBN 2-2090-5467-2
- Complicités avec Jean Vilar, Antoine Vitez, Tirésias, Paris 1996, ISBN 2-9085-2749-9